# 스타워즈: 구공화국의 기사단
《스타워즈: 구공화국의 기사단》(Star Wars: Knights of the Old Republic, KOTOR)은 바이오웨어가 개발하고 루커스아츠가 발행한 컴퓨터 롤플레잉 게임이다. 2003년 7월 15일에 마이크로소프트 엑스박스용으로 처음 발매됐으며, 2003년 11월 19일에 마이크로소프트 윈도우에서 실행되는 PC용 버전이 출시됐다. 맥 오에스 텐용 버전은 나중에 출시됐다.
《스타워즈: 구공화국의 기사단》은 스타워즈 세계관에 기반한 최초의 컴퓨터 롤플레잉 게임이다. 바이오웨어가 자사의 지적 재산에 더 집중하기를 원했기 때문에, 후속작인 《스타워즈: 구공화국의 기사단 II: 시스 로드》(Star Wars: Knights of the Old Republic II The Sith Lords)는 바이오웨어의 추천을 받은 옵시디언 엔터테인먼트가 개발했다.

## 게임 플레이
이 게임은 던전 앤 드래곤 3판 규칙에서 파생된 d20 롤플레잉 게임 시스템을 기반으로 만들어진, 위저드 오브 더 코스트의 《스타워즈 롤플레잉 게임》(Star Wars Roleplaying Game)에 기반하고 있다. 게임의 전투는 라운드 기반으로 진행되며, 시간도 라운드 단위로 분할되어서 계산된다. 전투에 참가하는 캐릭터들은 공격과 반격을 동시에 수행하지만, 각 라운드에 수행할 수 있는 전투원의 행동 횟수는 제한되어 있다. 각 라운드의 길이는 실제 시간으로는 순간에 불과하므로, 플레이어는 특정 이벤트가 발생하거나 라운드가 끝났을 때 자동으로 일시 정지하도록 전투 시스템을 설정할 수 있다.
가치관 시스템은 단순한 한 마디에서 이야기 흐름상의 중요한 선택에 이르기까지, 플레이어 캐릭터의 행동과 대화에 따라서 플레이어 캐릭터를 포스의 밝은 면(라이트사이드) 또는 어두운 면(다크사이드)로 분류한다. 관대함과 이타주의는 밝은 면으로 이어지며, 이기심과 폭력적인 행동은 플레이어 캐릭터를 어두운 면으로 몰아가고, 캐릭터의 외모까지 바꿔놓는다. 포스의 어두운 면에 들어선 캐릭터는 눈이 노란색으로 변하고, 피부는 상처로 뒤덮인 회색으로 변한다.

## 줄거리
게임의 배경은 스타워즈 레전드 세계관이며 《스타워즈 에피소드 IV: 새로운 희망》의 시점보다 4,000년 전의 과거이다. 시스 로드이자 다스 레반(Darth Revan)의 제자였던 다스 말락(Darth Malak)은 시스의 함대를 동원해 공화국을 공격하기 시작한다. 말락의 공격으로 제다이들은 뿔뿔이 흩어지고 그 세력은 크게 약해졌으며, 많은 제다이 나이트들이 전투에서 목숨을 잃거나, 말락에게 충성을 맹세했다.
게임은 플레이어 캐릭터를 선택하는 것에서부터 시작한다. 캐릭터의 정체는 레반이며 캐릭터의 성별은 자유롭게 선택할 수 있지만, 공식 설정에 따르면 레반은 남성이다. 레반은 과거의 기억을 잃은 채, 공격받고 있는 공화국 함선에서 깨어난다. 함선에서 탈출한 후 레반은 말락의 군대를 저지하기 위해 동료를 모으는 한편, 과거 기억의 단편들을 조금씩 맞춰간다. 플레이어 캐릭터와 동료들은 임무를 완수하기 위해, 말락에게 대규모의 자원을 공급해 주는 고대의 우주정거장인 스타 포지 (Star Forge)의 위치를 담고 있는 스타 맵(Star Maps)을 찾아야 한다.
플레이어 캐릭터의 행동과 대화는, 캐릭터가 포스의 밝은 면 또는 어두운 면으로 분류되는 데 영향을 미친다. 캐릭터의 가치관에 따라서 최종적으로 스타 포지에 도달했을 때, 시스를 물리치거나(라이트사이드 / 밝은 면), 시스의 지배권을 말락으로부터 빼앗아 올 수도 있다(다크사이드 / 어두운 면). 밝은 면의 엔딩에서는 캐릭터와 그 동료들은 구원자이자 영웅으로 환대를 받는 한편, 어두운 면의 엔딩 경우에는 시스의 새로운 군주가 되어 남아있는 시스의 군대를 이끌게 된다.
루카스필름에 의해 정식 엔딩은 라이트사이드 엔딩이며 게임 이야기 이후 소설 구공화국: 레반으로 이어지게 된다.

### 캐릭터와 장소
플레이어 캐릭터의 모험에 동참하는 동료들은 제다이 바스틸라 샨(Bastila Shan), 졸리 빈도(Jolee Bindo), 주하니(Juhani), 파일럿인 카스 오나시(Carth Onasi), 용병 캔드로스 오르도(Canderous Ordo), 암살 드로이드 HK-47, 십대 트윌릭인 미션 바오(Mission Vao), 그리고 그녀의 우키족 단짝 잘바(Zaalbar), 마지막으로 드로이드인 T3-M4이다. 플레이어 캐릭터의 적으로는 칼로 노드(Calo Nord), 사울 케러스 제독(Admiral Saul Karath), 다스 벤던(Darth Bandon) 그리고 다스 말락(Darth Malak)이 등장한다.
이야기가 진행되며 들르게 되는 행성에는 타투인(Tatooine), 단투인(Dantooine), 카쉬크(Kashyyyk), 코리반(Korriban), 마나안(Manaan), 라카타 프라임(Rakata Prime), 타리스(Taris)가 있으며, 우주선 엔더 스파이어(Endar Spire)와 사울 케러스 제독의 전함 리바이어던(Leviathan), 그리고 우주정거장 스타 포지에 탑승하게 된다. 야빈(Yavin) 근처에 있는 우주정거장은 PC용 버전에만 등장하는 탐험 가능한 장소이며, 엑스박스를 사용하는 플레이어들은 엑스박스 라이브를 통해서 다운로드 받아 사용할 수 있다. 이러한 장소들간의 이동은, 역시 탐험 가능한 장소 중 하나인 우주선 에본 호크(Ebon Hawk)를 통해 이루어진다.

## 평론의 반응
평론의 대체적인 반응들은 몹시 광적인 것이었다. 《스타워즈: 구공화국의 기사단》은 Game Developers Choice Awards 올해의 게임, BAFTA Games Awards 최고의 엑스박스 게임, Interactive Achievement Awards 최고의 콘솔 롤플레잉 게임과 컴퓨터 롤플레잉 게임을 포함한 셀 수 없이 많은 상을 휩쓸었다.
《스타워즈: 구공화국의 기사단》은 IGN, Gamespot, Computer Gaming World, PC Gamer, GMR Magazine, The Game Developers Choice Awards, Xbox Magazine, G4 등으로부터 올해의 게임상을 수상했다. Interactive Achievement Awards는 이 게임에 최고의 이야기와 최고의 캐릭터 상을 수여했다. IGN은 최고의 음향효과(엑스박스 부문), 최고의 이야기(PC 부문), 올해의 엑스박스 롤플레잉 게임 2003, 올해의 PC 롤플레잉 게임 2003, 올해의 엑스박스 게임 2003, 올해의 PC 게임 2003, 그리고 모든 플랫폼에서 선정한 종합 올해의 게임 2003을 추가로 수여했다.
2004년의 Game Developers Choice Awards에서는 HK-47이 올해의 오리지널 게임 캐릭터 부문을 수상했다.
2007년, 이 게임의 한 이벤트는 Game Informer의 비디오 게임 최고의 반전 10선에서 2위에 올랐다.
이 게임은 또한 1백만 장 이상 판매된 엑스박스 플래티넘 시리즈/클래식스의 일부이기도 하다.

## 출연
| 캐릭터 이름                      | 성우                     |
| -------------------------------- | ------------------------ |
| 바스틸라 샨 (Bastila Shan)       | Jennifer Hale            |
| 카스 오나시 (Carth Onasi)        | Raphael Sbarge           |
| 다스 말락 (Darth Malak)          | Rafael Ferrer            |
| 캔드로스 오르도 (Canderous Ordo) | John Cygan               |
| HK-47                            | Kristoffer Tabori        |
| 졸리 빈도 (Jolee Bindo)          | Kevin Michael Richardson |
| 주하니 (Juhani)                  | Courtenay Taylor         |
| 미션 바오 (Mission Vao)          | Cat Taber                |
| 마스터 브룩 (Master Vrook)       | Edward Asner             |